# Ice Hockey Aquile FVG
L'Ice Hockey Aquile FVG, già Sport Ghiaccio Pontebba, è stata una squadra di hockey su ghiaccio di Pontebba.

## Storia
Dopo molti anni di attività amatoriale su campi improvvisati, il 22 dicembre 1986 nasce ufficialmente, all'interno della Società Sportiva Pontebbana, lo Sport Ghiaccio Pontebba. A fianco all'attività hockeistica, ancora dilettantistica, si vanno affiancando le attività di pattinaggio artistico e velocità.

Manca tuttavia uno stadio del ghiaccio, la cui costruzione comincerà nel 1990 ed andrà avanti a lungo, per lotti successivi.

L'inaugurazione dell'impianto nell'attuale conformazione risale al 12 dicembre 2002, dopo i lavori di ristrutturazione dovuti alle Universiadi di Tarvisio del 2003.

La squadra, meglio nota con il soprannome di Pontebba Aquile, ha conquistato la prima promozione nella massima serie al termine della stagione 2005/2006, dopo la finale contro l'Hockey Club Merano. Nella sua prima stagione in serie A ha chiuso al penultimo posto, ma dopo aver terminato la stagione regolare al sesto.
Nella stagione 2007/08 la squadra ha raggiunto la finale di Coppa Italia, vincendola per 4-1 contro l'HC Alleghe. Il 20 settembre, contro i campioni d'Italia dell'HC Bolzano, ha disputato quindi la Supercoppa Italiana, che è stata però vinta dalla squadra alto-atesina.
Nel 2010 la squadra è stata tra i fondatori della Polisportiva Udinese cambiando nome in Ice Hockey Aquile Friuli Venezia Giulia.
Tuttavia la stagione seguente (2011/12) la squadra è stata a forte rischio iscrizione al massimo campionato, iscrizione che è avvenuta in extremis con la squadra allestita a inizio stagione senza aver potuto disputare la preparazione né alcuna amichevole estiva. Nonostante questo handicap la squadra ha chiuso la regular season piazzandosi sorprendentemente al terzo posto.
L'anno seguente (2012/13) si è aperto con gli stessi dubbi sull'iscrizione della società al massimo campionato, dubbi che sono stati fugati pochi giorni prima della chiusura delle iscrizioni al torneo di serie A. Tuttavia, anche per l'abbandono di diversi giocatori stranieri durante la stagione a causa dei problemi economici della società, la squadra non ha saputo ripetere le buone prestazioni dell'anno precedente ed ha terminato la stagione regolare all'ultimo posto, non riuscendo così a centrare i playoff scudetto. La squadra, dopo lo spareggio salvezza contro il Fassa (classificatosi al penultimo posto) ha perso tutte le partite della serie ed è così stata retrocessa in serie A2.
Per il perdurare delle gravi difficoltà finanziarie nella stagione 2013-14 la squadra non si iscrisse al massimo campionato (la squadra ne aveva facoltà, nonostante la retrocessione patita l'anno precedente, a seguito della riforma dei campionati) ma non si iscrisse nemmeno al campionato di serie A2 né a quello di serie B ed optò invece per l'iscrizione nella lega regionale della Carinzia (la Kärntner Elite Liga), quarto livello del campionato austriaco, dove si era iscritta anche un'altra squadra italiana, l'HC Toblach Dobbiaco.
Nel febbraio 2014 la società viene dichiarata fallita e il prosieguo nel campionato regionale austriaco è considerato a rischio. Nonostante ciò, nel mese di marzo i friulani riusciranno a chiudere la stagione con la salvezza, arrivata dopo lo spareggio per la promozione/retrocessione tra Division 1 e 2 contro l'HCP Pubersdorf (vincitore del Gruppo Est della Division 2). Le aquile vinceranno la gara di andata per 8-4 (prima e unica vittoria di tutta la stagione) e perderanno il match di ritorno per 7-5, rimanendo in Division 1 grazie alla miglior differenza reti. Saranno comunque le ultime velleità per la squadra friulana.
Dopo lo scioglimento, l'hockey a Pontebba rinascerà grazie alla presenza dell'HC Pontebba Evergreen.

## Colori sociali
La squadra ha cambiato più volte livrea. Fino all'approdo in serie A2 (2004-2005), la squadra vestiva in rosso, con innesti bianchi e blu. Successivamente fu scelta una casacca bianca ed azzurra. Con l'inizio del sostegno ufficiale della regione Friuli-Venezia Giulia furono adottati i colori della bandiera, il giallo ed il blu. L'ultima modifica c'è stata con l'ingresso nella Polisportiva Udinese, con l'adozione del bianconero.

## Palmarès
- Coppa Italia: 1

2007-2008

## L'ultimo roster della serie A (2012/13)

### Portieri
- 31  Anthony Grieco
- 35  Matteo Galtarossa
- 47  Simon Fabris

### Difensori
- 07  Alessandro Matellon
- 08  David Urquhart
- 20  Matthias Albarello
- 20  Niccolò Lo Russo
- 22  Peter De Gravisi
- 24  Andrea Ricca
- 25  Christian Fabbretti
- 27  Miloslav Gureň
- 83  Jan Platil
- 93  Andrea Gorza

### Attaccanti
- 07  Miroslav Škovira
- 11  Felice Giugliano
- 12  Ettore Tartaglione
- 17  Denis Soravia
- 19  Ruben Zozzoli
- 21  Daniele Odoni
- 28  Federico Demetz
- 31  Simon Obexer
- 33  Philipp Grandi
- 36  Lorenzo Piccinelli
- 36  André Rolfini
- 41  Petr Šachl
- 71  Erik Weissmann
- 76  Rok Pajič
- 81  Gerome Giudice
- 88  Nicola Di Marco
- 91  Andrea Rezzadore
- 92  Daniele Galtarossa
- 98  Patrick Rizzo

### Allenatore
- Murajica Pajič